# UB-112号潜艇
陛下之UB-112号艇是德意志帝国海军于第一次世界大战期间建造的其中一艘UB-III型近岸潜艇或称U艇。它由汉堡的布洛姆与福斯船厂承建，于1917年9月15日新船下水，至1918年4月16日交付使用。其全长55.3米，水面及水下排水量分别为510吨和629吨，艇载武器则包括五具500毫米鱼雷发射管以及一门105毫米口径甲板炮。UB-112号入役后曾相继被部署至佛兰德区舰队和第三区舰队，并参与了大西洋潜艇战。在三次巡逻期间，该艇合共击沉11艘协约国或中立国商船，容积总吨累计为10459吨。战后，根据对德停战协定的要求，UB-112号于1918年11月24日被引渡至英国哈维奇正式向协约国投降，后遭遗弃至法尔茅斯附近海滩，并自1921年起就地拆解报废。

## 设计
UB-112号是汉堡布洛姆与福斯船厂承建的第三批次（UB-103至UB-117号）UB-III型潜艇的十号艇，由德意志帝国海军潜艇监察局于1917年2月6日订购，至同年9月15日下水。其全长55.30米，舷宽5.80米。艇体采用双壳体结构，水面及水下排水量分别为510吨和629吨，浮起时的吃水深度为3.70米。由于无需像UC-II型艇那样提供水雷布设装置，设计工程师对潜艇舷弧进行了优化，增大了司令塔体积，配备两具潜望镜，司令塔与控制室之间增加一道水密舱壁。这些改进显著提高了潜艇的水下机动性和生存力。为了达到更高的航速，UB-112号采用两台猛狮-伏尔铿六缸四冲程550匹公制馬力（405千瓦特）柴油机用于水面运行，以及两台394匹公制馬力（290千瓦特）的玛菲电动发电机用于水下航行；水面最高航速13.3節（24.6每小時），水下7.5節（13.9每小時）；能够在水面以6節（11每小時）航速续航7,420海里（13,740），或以4節（7.4每小時）连续在水下航行55海里（102）而无需充电。
UB-112号的主武器为五具500毫米艇艏鱼雷发射管，其中艇艏四具采用层叠式布局分居两侧、艇艉一具，并可搭载合共10枚G6型鱼雷。辅助武器则是一门105毫米45倍径速射炮。其标准船员编制为3名军官加31名水兵。

## 服役历史
1918年4月16日，UB-112号在曾担任UB-16和UB-30号艇长、经验丰富的海军上尉威廉·莱茵的指挥下正式入役，随即展开海试。完成海试后，该艇于7月21日被编入驻泽布吕赫的佛兰德区舰队，并参与了大西洋潜艇战，足迹遍及福斯湾、利泽德半岛周边海域以及英吉利海峡。在三次巡逻期间，UB-112号合共击沉11艘协约国或中立国商船，容积总吨累计为10459吨。至10月初，随着德军从西线撤退，佛兰德基地遭废弃，该艇被转移回德国，并于10月18日编入第三区舰队，但未再参与巡逻。战后，根据对德停战协定的要求，UB-112号于1918年11月24日被引渡至英国哈维奇正式向协约国投降。落入英国人手中后，它与另外五艘德国U艇一同被拖到法尔茅斯，供英国皇家海军在法尔茅斯湾进行一系列爆炸试验，以找出它们设计中的弱点。试验结束后，UB-112号于1921年1月13日被英国海军部遗弃在法尔茅斯附近海滩（50°8′46″N 5°3′2″W / 50.14611°N 5.05056°W），并于同年4月19日作价125英镑售予拆船商R·罗斯凯利与罗杰斯（R. Roskelly & Rodgers）。在接下来的数十年间，UB-112号有部分艇体被打捞上岸，但仍有部分留在原地。

## 袭击历史摘要
| 日期          | 船名           | 船籍   | 吨位 | 结局 |
| ------------- | -------------- | ------ | ---- | ---- |
| 1918年8月21日 | 斯图尔特宅邸号 | 英国   | 813  | 击沉 |
| 1918年8月22日 | 黑刺李号       | 英国   | 579  | 击沉 |
| 1918年8月23日 | 黑洛斯号       | 瑞典   | 351  | 击沉 |
| 1918年9月30日 | 大西洋号       | 葡萄牙 | 319  | 击沉 |
| 1918年10月1日 | 毕宿五号       | 瑞典   | 1683 | 击沉 |
| 1918年10月1日 | 杰特鲁德号     | 挪威   | 593  | 击沉 |
| 1918年10月2日 | 巴姆斯号       | 英国   | 1001 | 击沉 |
| 1918年10月2日 | 波尔詹姆斯号   | 英国   | 856  | 击沉 |
| 1918年10月3日 | 亚特兰蒂斯号   | 挪威   | 1171 | 击沉 |
| 1918年10月3日 | 韦斯特伍德号   | 英国   | 1968 | 击沉 |
| 1918年10月3日 | A·E·麦肯思基号 | 加拿大 | 1960 | 击伤 |
| 1918年10月4日 | 南娜号         | 挪威   | 1125 | 击沉 |

## 脚注
1. ↑  Rössler，第66頁.
2. 1 2  Helgason, Guðmundur. . German and Austrian U-boats of World War I - Kaiserliche Marine - Uboat.net.   [2022-06-06].
3. 1 2 3 4  Gröner 1991，第25-30頁.
4. 1 2  Helgason, Guðmundur. . German and Austrian U-boats of World War I - Kaiserliche Marine - Uboat.net.   [2015-03-10].
5. ↑  陈进，第239頁.
6. ↑  NARS，第57頁.
7. 1 2  Helgason, Guðmundur. . German and Austrian U-boats of World War I - Kaiserliche Marine - Uboat.net.   [2015-03-10].
8. 1 2  Dodson & Cant，第50–52, 99, 129頁.